# BH娛樂
BH娛樂（韓語：BH엔터테인먼트）是韓國的藝人經紀公司，由李炳憲及其經紀人孫錫宇於2006年共同創立。
2018年12月，Kakao娛樂收購了其公司的全部股份，BH娛樂成為Kakao娛樂旗下子公司，現任公司代表由孫錫宇擔任。

## 公司簡介
BH娛樂是一家於2006年6月2日成立的演員經紀公司，由李炳憲及其經紀人孫錫宇共同創立，最初“BH”是由李炳憲的英文名字縮寫“Byung-Hun”命名，後也有“Be Happy”之意。
BH娛樂的企業理念為Always“Be Happy”with us。
創立初期，李炳憲雇傭了5名職員，每年投入4~5億韓元經費，如今已成長為高洙、劉智泰、李陣郁、李智雅、韓佳人、韓志旼、韓孝周、朴寶英、金高銀等演員所屬的演員企劃公司。
2018年12月，Kakao M（2021年合併更名為Kakao娛樂）與BH娛樂簽署股權收購協議，收購了BH娛樂的全部股份，至此BH娛樂成為Kakao娛樂旗下子公司，現任公司代表由孫錫宇擔任。
2019年11月，公司在成立13年後總部開幕。第一大股東Kakao M提供支持，追加40億韓圜購買辦公大樓，共耗資74億韓圜。

## 旗下藝人

### 男藝人
- 李炳憲（2006年—）
- 肖恩·理查德（2010年—）
- 李熙俊（2014年—）
- 朴海秀（2016年—）
- 高洙（2011-2015、2017年—）[11]
- 朴成焄（2017年—）
- 于曉光（2017年—）
- 李陣郁（2019年—）[12]
- 鄭宇（2019年—）[13]
- 趙福來（2019年—）[14]
- 朱鐘赫（2020年—）
- 吉恩星（2020年—）
- 朴珍榮（2021年—）[15]
- 张东润（2024年—）[16]
- 曹範圭（2024年—）[17]
- 金恩浩（2024年—）[18]

### 女藝人
- 韓孝周（2009年—）
- 韓佳人（2012年—）
- 韓志旼（2013年—）
- 安昭熙（2014-2015年、2018年—）
- 李智雅（2016年—）[19]
- 秋瓷炫（2016年—）[20]
- 金高銀（2017年—）[21]
- 唐田英里佳（2017年—）[22]
- 朴持厚（2019年—）[23]
- 朴寶英（2020年—）[24]
- 鄭彩娟（2022年—）
- 朴有琳（2022年—）[25]
- 曹惠晶（2022年—）[26]
- 洪華蓮（2022年—）[27]
- 朴緒耿（2023年—）[28]
- 琴世祿（2024年—）[29]
- 金詩雅（2024年—）[30]
- 全昭映（2024年—）[31]
- 郑好娟（2025年—）[32]

### 練習生
- 정윤재 JUNG YOON JAE（鄭允在）
- 김규빈 KIM GYU BIN

## 離開藝人
- 金亨奎
- 李源根
- 金敏喜
- 韓彩英
- 宋昰昀
- 沈恩敬
- 洪雅凜
- 林華映
- 夏沇秀
- 玄朱妮
- 裴秀彬
- 張英南
- 許正道
- 邊佑錫
- 孔升妍
- 朴柾佑
- 金珠賢
- 晉久
- 劉智泰

## 影視製作

### 電影
| 年份 | 電影名稱                 | 負責項目                            | 公司參演演員            | 備註 |
| 2016 | 《無法隱藏的本能：偷拍》 | 製片商                              |                         |      |
| 2017 | 《單身騎士》             | 製片商 JTBC Content Hub（共同製作） | 李炳憲、安昭熙          |      |
| 2023 | 《終極對弈》             | 製片商 Moonlight Film（共同製作）   | 李炳憲                  |      |
| 2023 | 《水泥烏托邦：末日浩劫》 | 製片商 Climax Studios（共同製作）   | 李炳憲、 朴寶英、朴持厚 |      |

### 電視劇
| 年份 | 電影名稱                 | 負責項目                           | 公司參演演員           | 備註 |
| 2022 | 《紙房子：韓國篇》第一部 | 製片商 Zium Content（共同製作）    | 劉智泰、朴海秀、吉恩星 |      |
| 2022 | 《紙房子：韓國篇》第二部 | 製片商 HighZium studio（共同製作） | 劉智泰、朴海秀、吉恩星 |      |

## 創始成員獨立
2015年9月，BH娛樂創始成員兼管理层權吳賢獨立並創辦ANDMARQ娛樂，當時BH娛樂旗下的演員沈恩敬和夏沇秀轉約至其公司。2020年6月，創始成員嚴興範獨立並創辦VARO娛樂，當時BH娛樂旗下的演員孔升妍、邊佑錫、朴柾佑三位演員轉約至其公司，演員晉久與BH娛樂合約期滿後也加入公司。2021年6月，創始成員兼管理层姜正宇獨立並創辦Hiin娛樂，演員金容智與元志安將與其公司簽訂專屬合約。

## 外部連結
- 官方网站
- BH娛樂的Naver Post
- BH娛樂的Instagram帳戶